# Olympische Sommerspiele 1996/Teilnehmer (Kambodscha)
| Gelbes Symbol für Goldmedaillen mit stilisierten Olympischen Ringen | Graues Symbol für Silbermedaillen mit stilisierten Olympischen Ringen | Braundes Symbol für Bronzemedaillen mit stilisierten Olympischen Ringen |
| ------------------------------------------------------------------- | --------------------------------------------------------------------- | ----------------------------------------------------------------------- |
| —                                                                   | —                                                                     | —                                                                       |

Kambodscha nahm an den Olympischen Sommerspielen 1996 in Atlanta, USA, mit einer Delegation von fünf Sportlern (drei Männer und zwei Frauen) teil.

## Teilnehmer nach Sportarten

### Leichtathletik
- To Rithya
Marathon: 105. Platz

- Ouk Chanthan
Frauen, 100 Meter: Vorläufe

### Ringen
- Vath Chamroeun
Federgewicht, Freistil: 20. Platz

### Schwimmen
- Hem Lumphat
200 Meter Lagen: Disqualifiziert im Vorlauf

- Hem Reaksmey
Frauen, 100 Meter Brust: 46. Platz